# Долина сліз
«Долина сліз» (рос. «Долина слёз») — радянський художній фільм-драма 1924 року, знятий режисером Олександром Розумним на кіностудії «Держкіно». Прем'єра відбулася 16 грудня 1924 року. Фільм не зберігся.

## Сюжет
Кіноверсія народної легенди про великого Ойрота, який жив в горах Алтаю і який підняв народ на боротьбу з полчищами хана Тамги.

## У ролях
- Петро Леонтьєв — хан Тамга
- Микола Бєляєв — хан Сегедай
- Антонін Панкришев — Суюм, син Сегедая
- Ніна Шатерникова — Катунь
- Ольга Оболенська — мати Катуні
- Ра Мессерер — Седіль
- Володимир Карін — Ношу
- Т. Гайдуль — дружина Ношу
- М. Титов — Ойрот, син Ношу
- Є. Павлова — «квітка Алтаю»
- Дмитро Малолєтнов — епізод
- Федір Євдокимов — раб
- Володимир Плісецький — раб
- Катерина Малолєтнова — Кора

## Знімальна група
- Режисер — Олександр Розумний
- Сценаристи — Борис Мартов, Валентин Туркін
- Оператор — Костянтин Кузнецов
- Художник — Олександр Розумний